# 凡加爾 (阿拉巴馬州)
凡加爾（英語：Vangale）是一個位於美國阿拉巴馬州馬倫戈縣的非建制地區。該地的面積和人口皆未知。

## 地理
凡加爾的座標為32°04′17.5″N 87°49′51″W / 32.071528°N 87.83083°W，而該地的平均海拔高度為77米（即253英尺）。